# Frank Kupfer
Pour les articles homonymes, voir Kupfer.
Frank Kupfer, né le 10 juillet 1962 à Torgau, est un homme politique allemand membre de l'Union chrétienne-démocrate d'Allemagne (CDU).
En 1994, il est élu député régional au Landtag de Saxe après dix années passées dans la vie politique locale, puis est nommé secrétaire général de la CDU du Land en 1999. Ayant renoncé à ce poste en 2001, il est désigné vice-président du groupe parlementaire l'année suivante, avant d'entrer au gouvernement régional en 2008, en tant que ministre de l'Environnement et de l'Agriculture.

## Éléments personnels

### Formation et carrière
Il passe son Abitur à Leipzig en 1980, puis suit, pendant deux ans, une formation professionnelle de technicien des télécommunications, exerçant ce métier à Leipzig et Oschatz jusqu'en 1985. Il intègre par la suite la Nationale Volksarmee (NVA) afin d'y accomplir son service militaire d'un an.

## Carrière politique

### Au sein de la CDU
En 1982, il adhère à l'Union chrétienne-démocrate d'Allemagne de l'Est (CDU/DDR), alors sous la couple du Parti socialiste unifié d'Allemagne (SED), et devient coordinateur adjoint de la fédération de l'arrondissement d'Oschatz en 1986, puis coordinateur quatre ans plus tard. Il le reste jusqu'en 1994, et devient cinq ans plus tard secrétaire général de la CDU de Saxe et trésorier du parti dans l'arrondissement de Torgau-Oschatz.
Il renonce à ces deux fonctions en 2001. Il entre alors au comité directeur régional, tout en prenant la présidence de la CDU de l'arrondissement de Torgau-Oschatz, qu'il occupe jusqu'à sa disparition, dans le cadre de la réforme territoriale de 2008. À cette date, il est élu président du parti dans le nouvel arrondissement de Saxe-du-Nord.

### Dans les institutions
Il entre à l'assemblée (Kreistag) de l'arrondissement d'Oschatz en 1984, et y siège pendant six ans. Il y fait son retour en 1992, dans le cadre de l'arrondissement de Torgau-Oschatz, et prend la tête du groupe CDU. Il renonce à ce mandat au bout de deux ans, du fait de son élection au Landtag de Saxe. Il intègre le comité directeur du groupe parlementaire chrétien-démocrate en 1996, est désigné porte-parole pour les sports en 1998, puis vice-président du groupe en 2002.
De nouveau membre de l'assemblée d'arrondissement à partir de 2004, il la quitte en 2008. Le 18 juin de cette même année, Frank Kupfer est nommé ministre régional de l'Environnement et de l'Agriculture de Saxe dans la grande coalition de Stanislaw Tillich. Il est reconduit en 2009, dans le cadre d'une coalition noire-jaune.